# Änari
Änari est un village de la commune de Türi du Comté de Järva en Estonie.
Au 31 décembre 2011, il compte 81 habitants.